# Tjekhovskije motivy
Tjekhovskije motivy (russisk: Чеховские мотивы) er en russisk-ukrainsk spillefilm fra 2002 af Kira Muratova.

## Medvirkende
- Sergej Popov som Jevgraf Sjirjaev
- Irina Panova
- Filipp Panov som Pjotr
- Olga Gneditj som Varvara
- Natalja Buzko